# Phorbia minuscula
Phorbia minuscula este o specie de muște din genul Phorbia, familia Anthomyiidae, descrisă de Griffiths în anul 1996.
Este endemică în Manitoba. Conform Catalogue of Life specia Phorbia minuscula nu are subspecii cunoscute.